# Anna Auer
Anna Auer (geb. 20. März 1937 in Klagenfurt) ist eine österreichische Fotohistorikerin, Kuratorin und Publizistin. Sie gründete in Wien eine Galerie für künstlerische Fotografie und baute die Sammlung „Fotografis“ auf. Sie forschte und publizierte zur Geschichte der österreichischen Exilfotografie.

## Leben
Anna Auer besuchte ab 1948 die Hasnerschule (damals Hauptschule für Mädchen) in Klagenfurt und begann 1952 eine Buchhandelslehre. Sie brach die Ausbildung ab, als sie 1954 die Aufnahmeprüfung (Begabtenstipendium) beim Schauspielseminar am Mozarteum Salzburg bestand, an dem sie bis 1957 studierte. Zwischen 1958 und 1961 lebte sie in Frankreich. In Paris brachte sie 1959 ihre Tochter zur Welt.
Im Jahr 1970 gründete sie in Wien mit dem Fotografen Werner H. Mraz „Die Brücke“ als Galerie für künstlerische Fotografie. Ab 1975 baute sie zusammen mit Mraz für die Bank Austria die Sammlung „Fotografis“ auf, deren Kuratorin sie bis 1986 war. Zwischen 1976 und 1981 organisierte sie internationale Symposien, um die Fotografie als künstlerisches Medium im deutschsprachigen Raum zu verbreiten.
Während eines dreimonatigen Studienaufenthalts im Jahre 1992 am J. Paul Getty Museum in Malibu (LA) erforschte Anna Auer das Exil österreichischer Fotografen. Daraus entstand die Konzeption für die Ausstellung „Übersee. Flucht und Emigration österreichischer Fotografen 1920 - 1940“, die 1998 in der Kunsthalle Wien gezeigt wurde.

## Werk

### Galerie „Die Brücke“
Als Auer und Mraz die „Die Brücke“ gründeten, fand in Österreich Fotografie als Kunstobjekt kaum Beachtung. Vorbilder für die Galeriegründung waren die von 1965 bis 1968 bestehende „Galerie Clarissa“ in Hannover für experimentelle Fotografie sowie die 1967 eröffnete „Galleria il Diaframma“ in Mailand. Laut der Historikerin Ulla Fischer-Westhauser hat Auer mit der „Brücke“ in Österreich den Boden für die Fotografie als eigenständiges künstlerisches Medium geebnet. In „unermüdlicher Kleinarbeit“ habe sie Ministerialbeamte, Museumsleiter und Hochschullehrer von der Wichtigkeit der Fotografie überzeugt. Neben den Ausstellungs- und Verkaufsräumen beherbergte „Die Brücke“ ab 1973 auch eine fachspezifische Buchhandlung mit Literatur, Zeitschriften und Magazinen. Es war die erste Fotobuchhandlung Österreichs. Nachdem sich Auer und Mraz 1977 getrennt hatten, wurde die Galerie 1978 geschlossen, die Buchhandlung aber noch bis 1980 weitergeführt.

### Sammlung „Fotografis“
Fotografie als Kunst zu sammeln und zu dokumentieren, war Mitte der 1970er Jahre in Österreich eine Innovation. Laut dem Kunstforum Wien entwickelte Auer ein archivarisches Modell, das sich an der Sammlungsstruktur des Bildarchivs der Stiftung Preußischer Kulturbesitz in Berlin, der Fotosammlung des Museums Folkwang in Essen und am Museum Ludwig in Köln orientierte. Die Sammlung mit ihren etwa 1000 ausgewählten Werken aus der internationalen Geschichte der Fotografie besteht aus den Abteilungen „Frühzeit der Fotografie“, „Pictorialismus“ sowie „Neue Sachlichkeit – Experimentelle Fotografie“. In der Sammlung befinden sich auch Fotografien von zeitgenössischen österreichischen Fotografen wie Otmar Thormann, Branko Lenart, Manfred Willmann und Heinz Cibulka. 1982 kuratierte Auer im Österreichischen Kulturinstitut in New York die Ausstellung „Austrian Photography Today“ (Österreichische Fotografie heute) mit Werken aus der Sammlung.
2008 wurde die Sammlung unter dem Titel „Fotografis - Collection Reloaded“ im Kunstforum Wien ausgestellt. Im Juli 2009 kam sie als temporäre Leihgabe an das Museum der Moderne Salzburg. Im Jahre 2017 wurde sie wieder nach Wien zurückgeholt, wo sie seitdem von der Bank Austria für Ausstellungen im In- und Ausland genutzt wird.

### Österreichische Exilfotografie
Die von Johannes Faber nach dem Konzept von Anna Auer kuratierte Ausstellung „Übersee“ war in Österreich die erste umfangreiche Ausstellung zur Exilfotografie. Insgesamt wurden 250 Arbeiten von 53 Fotografen und Fotografinnen präsen tiert, Die meisten von ihnen emigrierten in die USA, wie Herbert Bayer, Trude Fleischmann, Lisette Model und Erica Anderson. Besonders intensiv hatte sich Auer mit Trude Fleischmann beschäftigt. Das Interview, das sie am 16. März 1986 - vier Jahre vor Fleischmanns Tod - in Lugano geführt hat, ist das einzige Sprachdokument von Trude Fleischmann. Es wurde als Textdokument 2011 im Katalog der Einzelausstellung „Trude Fleischmann. Der selbstbewusste Blick“ im Wien Museum veröffentlicht.
Als Begleitprogramm von "Übersee" wurde der Film von Peter Klein „Fragmente der Erinnerung“ gezeigt. Er ist teilweise mit den Originalstimmen aus Interviews unterlegt, die Auer ab 1986 mit den Fotografen und Fotografinnen geführt hat.

## Mitgliedschaften
Von 2001 bis 2010 war Anna Auer Präsidentin der 1978 in Leverkusen gegründeten „Europäischen Gesellschaft für die Geschichte der Photographie“ (ESHPh) mit heutigem Sitz in Wien.

## Auszeichnungen
Im Jahr 2008 zeichnete das Bundesministerium für Bildung, Wissenschaft und Kultur Anna Auer mit dem Berufstitel „Professorin“ aus. Sie habe „durch ihre jahrzehntelange wissenschaftliche Forschung und durch vielfältige Vermittlungsarbeit entscheidend zur heute international hohen Anerkennung österreichischer Fotografie beigetragen“, heißt es in der Begründung des Ministeriums.

## Publikationen (Auswahl)
- Ist Fotografie Kunst? Gehört Fotografie ins Museum? (Internationales Fotosymposion 1981, Schloss Mickeln bei Düsseldorf), hrsg. von Erika Kiffl, mit Beiträgen von Anna Auer, Verlag Mahnert-Lueg, München 1982, ISBN 3-922170-25-0.
- Die vergessenen Briefe und Schriften: Niépce, Daguerre, Talbot. (Faksimiles), hrsg. und übersetzt aus dem Französischen von Anna Auer, Verlag für Photographische Literatur, Wien 1997, ISBN 3-901239-05-7.
- Übersee. Flucht und Emigration österreichischer Fotografen 1920–1940 (Text: Deutsch/Englisch), Ausstellungskatalog, hrsg. von Anna Auer, Kunsthalle Wien, Wien 1998
- Rückblende. 150 Jahre Photographie in Österreich, Katalog zur Ausstellung im Technischen Museum Wien, Ausstellungskonzeption und Texte: Anna Auer, hrsg. von der Photographische Gesellschaft, Wien 1989.
- Die Wiener Galerie 'Die Brücke' - ihr internationaler Weg zur Sammlung 'Fotografis'. Ein Beitrag zur Sammlungsgeschichte der Fotografie, Klinger Verlag, Passau 1999, ISBN 3-932949-03-X.
- Fotografie im Gespräch, Dietmar Klinger Verlag, Passau 2001, ISBN 3-932949-11-0.
- Das Gesicht des anderen. Das Porträt in der Fotografie. In: Uwe Schögl (Hrsg.): Im Blickpunkt. Die Fotosammlung der Österreichischen Nationalbibliothek. Konferenzschrift. Haymon Verlag, Innsbruck 2002, S. 64–95.
- Die Geschichte der österreichischen Exilfotografie. In: Exilforschung. Ein internationales Jahrbuch. Band 21: Film und Fotografie. Edition Text + kritik, München 2003, ISBN 3-88377-746-3, S. 183–206.
- Die österreichische Exilfotografie und ihre Erforschung. In: Sandra Wiesinger-Stock, Erika Weinzierl, Konstantin Kaiser (Hrsg.): Vom Weggehen. Zum Exil von Kunst und Wissenschaft. Mandelbaum Verlag, Wien 2006, ISBN 3-85476-182-1, S. 376–385.